# Castril (kommunhuvudort)
Castril är en kommunhuvudort i Spanien.   Den ligger i provinsen Provincia de Granada och regionen Andalusien, i den södra delen av landet, 300 km söder om huvudstaden Madrid. Castril ligger 896 meter över havet och antalet invånare är 2 547.
Terrängen runt Castril är huvudsakligen kuperad, men norrut är den bergig. Runt Castril är det glesbefolkat, med 12 invånare per kvadratkilometer. Närmaste större samhälle är Pozo Alcón, 17,0 km sydväst om Castril. Trakten runt Castril består till största delen av jordbruksmark.